# Gilbert Kaplan
Gilbert Edmund Kaplan (Nueva York, 3 de marzo de 1941-1 de enero de 2016) fue un empresario, periodista y director de orquesta estadounidense, experto en la música de Gustav Mahler.

## Carrera
Kaplan nació en la ciudad de Nueva York. Fundó la revista Institutional Investor  en 1967. Fue editor de la revista hasta 1990, y editor principal durante dos años más, aunque la vendió en 1984. The New York Times informó: "El precio no fue revelado, pero se rumoreó que fue alrededor de 75 millones U$S. Después, se concentró en la realización, la contratación del Avery Fisher Hall  de Nueva York para su debut en 1982. Estableció la Fundación Kaplan, que se dedica a la erudición y la promoción de la música de Gustav Mahler. Después de la investigación personal, hizo grabar dos veces la Segunda Sinfonía de Mahler («Resurrección»): con la Orquesta Sinfónica de Londres en 1987, y con la Filarmónica de Viena en 2002. Anthony Holden escribió de la grabación 2002: "Esto no es sólo una grabación histórica, indispensable para los coleccionistas serios; es hacer música increíble que tendrá mahlerianos en éxtasis ".

### Vida personal
Kaplan era el hermano menor del fallecido Joseph Brooks, compositor ganador del Oscar que fue encontrado muerto en su apartamento de Nueva York el 22 de mayo de 2011, en un aparente suicidio, quien se encontraba bajo la acusación penal por múltiples cargos de agresión sexual y violación.
Kaplan falleció debido a un cáncer que le aquejaba, el 1 de enero de 2016 a los 74 años de edad.